# Liars
Die Liars sind eine im Jahr 2000 gegründete Rockband aus New York City, deren Musik als experimentell beschrieben werden kann.

## Geschichte
Die Liars wurden von dem australischen Sänger Angus Andrew und Gitarrist Aaron Hemphill in New York gegründet, nachdem beide zuvor in Kalifornien studiert hatten. Über eine Anzeige lernten sie Ron Albertson (Schlagzeug) und Pat Noecker (Bass) kennen, die die Formation fortan vervollständigten. In dieser Besetzung wurde das 2001 veröffentlichte Debütalbum They Threw Us All in a Trench and Stuck a Monument on Top eingespielt, das auf überwiegend positive Kritikerresonanz stieß. In der New York Times wurde der Stil dieses Albums als „dissonanter“ Funk-Punk bezeichnet.
2002 verließen Albertson und Noecker die Gruppe, hinzu kam der Schlagzeuger Julian Gross. Die Liars veröffentlichten 2004 auf Mute Records das von David Andrew Sitek (Gitarrist von TV on the Radio) produzierte Album They Were Wrong, So We Drowned, das zwiespältig aufgenommen und von einem Teil der Kritiker als unhörbar eingestuft wurde, im Internetmagazin Pitchfork Media wurde der Begriff „sadistisch“ zur Beschreibung der Musik herangezogen. Bei They Were Wrong... handelt es sich um ein Konzeptalbum, dessen Thema Hexen beziehungsweise die Walpurgisnacht ist.
Anschließend zog die Band nach Berlin um und arbeitete dort am 2006 veröffentlichten dritten Album Drum’s Not Dead, dem im Guardian bescheinigt wurde, gleichzeitig experimenteller und zugänglicher zu sein als der Vorgänger. Bereits im darauffolgenden Jahr folgte mit Liars das vierte Album.
Auf Tour war die Band bisher unter anderem mit Interpol, Sonic Youth, Blues Explosion, Radiohead, den Yeah Yeah Yeahs und den Blood Brothers.

## Diskografie
Alben
- 2001: They Threw Us All in a Trench and Stuck a Monument on Top (Blast First)
- 2004: They Were Wrong, So We Drowned (Mute Records)
- 2006: Drum’s Not Dead (Mute)
- 2007: Liars (Mute)
- 2010: Sisterworld (Mute)
- 2012: WIXIW (Mute)
- 2014: Mess (Mute)
- 2021: The Apple Drop (Mute)

Singles und EPs
- 2002: Fins to Make Us More Fish-Like, 10" (Blast First/Mute)
- 2002: We No Longer Knew Who We Were, 12" (Sound Virus/Hand Held Heart)
- 2003: Atheists, Reconsider, 12" Split mit Oneida (VersionCity Records)
- 2004: There’s Always Room on the Broom, 10" (Mute)
- 2006: It Fit When I Was a Kid (Mute)
- 2006: The Other Side of Mt. Heart Attack (Mute)
- 2007: Plaster Casts of Everything (Mute)
- 2007: House Clouds (Mute)